# 1976年中国大陆

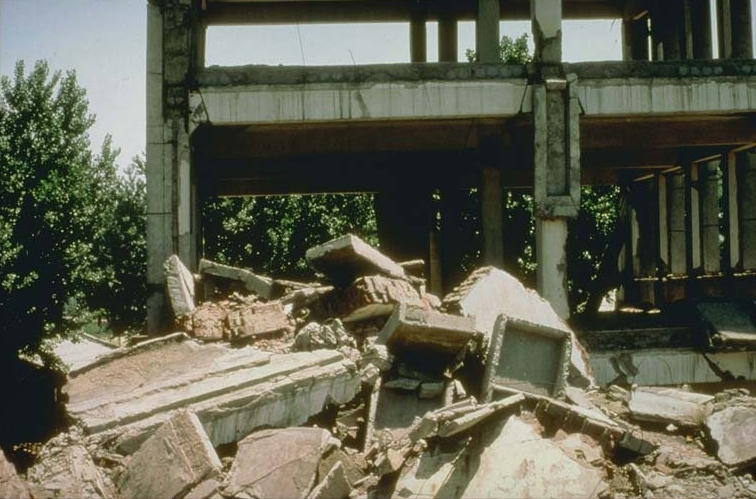
唐山大地震后倒塌的楼房 (原唐山理工大学校内)

| 中国历史 / 中国历史年表 |
| 世紀： 19世纪中国 / 20世纪中国 / 21世纪中国 |
| 年代： 1940年代中国 / 1950年代中国大陆 / 1960年代中国大陆 / 1970年代中国大陆 / 1980年代中国大陆 / 1990年代中国大陆 / 2000年代中国大陆                         |
| 年份： 1972年中国大陆 / 1973年中国大陆 / 1974年中国大陆 / 1975年中国大陆 / 1976年中国大陆 / 1977年中国大陆 / 1978年中国大陆 / 1979年中国大陆 / 1980年中国大陆 |
| 纪年： 丙辰年（龙年）、中华人民共和国成立27周年 |

## 党和国家领导人
- 最高领导人：毛泽东 → 华国锋
- 中共中央主席：毛泽东 → 华国锋
- 国家主席：按照七五宪法不设置国家主席
- 国务院总理：周恩来 → 华国锋
- 全国人大常委会委员长：朱德 → 宋庆龄（代理）
- 全国政协主席：周恩来 → （空缺）（当时政协基本不能正常工作）

## 大事记

### 1月
- 1月8日，中共中央副主席、国务院总理、全国政协主席周恩来逝世。
- 1月15日，於月初病逝的國務院總理周恩來的追悼会在人民大会堂举行，由国务院副总理邓小平致悼词。当周總理遗体送八宝山革命公墓火化时，過百万人佇立在十里长街默哀送灵。

### 2月
- 2月3日——毛泽东任命华国锋为国务院代总理，主持国务院全面工作。
- 2月6日——中共中央决定停止贯彻执行邓小平、叶剑英1975年7月的讲话精神。
- 2月25日至3月3日——中共中央召开各省、市、自治区和各大军区负责人会议，亦称“第二次打招呼会议”，由华国锋主持，并传达《毛主席重要指示》，指出：根据毛泽东的指示，开展对邓小平的点名批评。

### 3月
- 3月8日——吉林地区降落一次世界罕见的陨石雨。
- 3月13日——中国大型火力发电厂——莱芜电厂投入生产。
- 3月22日——中国邮电部门发展传真通讯技术。
- 3月28日——南京大学爆发反对文化大革命的运动。

### 4月
- 4月5日——北京天安门广场发生抗议事件。
- 4月7日——中共中央政治局決定華國鋒任中共中央第一副主席、國務院總理，撤銷鄧小平在中國共產黨黨內外的一切職務，保留中國共產黨黨籍，以觀後效。
- 4月21日——中国京沪杭载波电缆投产。
- 4月24日——中国6011米超深井打成。
- 4月29日——包括中国新疆西南部、西藏中部偏北、青海西南部在内的亚欧非大陆中部出现日环食。中国科学院物理研究所、数学研究所和新疆地震大队在新疆和田地区和田县西南部、海拔5500米的喀喇昆仑山口附近做了观测。

### 5月
- 5月12日——中国建成全国微波通信干线。

### 6月
- 6月6日——中国第一座现代化10万吨深水油港大连新港建成。
- 6月29日——中国上海黄浦江上第一座公路、铁路双层大桥松浦大桥建成通车。

### 7月
- 7月1日——下午7时30分，中国共产党早期的领导人，前中共中央总书记张闻天因心脏病猝发在无锡逝世。享年76岁。上海地方志办公室（页面存档备份，存于）
- 7月6日——中国人工培植的小黑麦在中国西南、西北、华北推广。
- 7月6日——連接中国雲南至西藏的滇藏公路建成通车。
- 7月6日——中共中央政治局常委、全国人大常委会委员长朱德逝世。
- 7月23日——中国沿海铁路干线津沪复线工程提前接轨。
- 7月28日——中国唐山發生7.8级大地震，造成242,769到655,237人死亡，164,851人重伤。

### 8月
- 8月16日、22日、23日——四川省松潘、平武相继发生了7.2级、6.7级、7.2级强烈地震。
- 8月23日——中国第一艘五万吨级远洋油轮“西湖号”在大连下水。

### 9月
- 9月9日——中共中央主席、中央軍委主席、全國政協名譽主席毛澤東在北京病逝。
- 9月18日——毛泽东追悼大会在天安门广场举行。

### 10月
- 10月5日——华国锋、叶剑英、汪东兴等人召开秘密会议，决定逮捕“四人帮”。
- 10月5日——中国现代化化纤联合企业——福建维尼纶厂建成。
- 10月6日——怀仁堂事变，以毛澤東遺孀江青、王洪文、張春橋、姚文元為首的“四人帮”被逮捕并接受隔离审查，标志着文化大革命的结束。
- 10月24日——北京150万军民举行声势浩大的庆祝游行，热烈庆祝粉碎“四人帮”的伟大胜利。

### 11月
- 11月24日——为保存毛泽东遗体而建设的毛主席纪念堂奠基。

### 12月
- 12月11日——中国大型通用集成电路电子计算机研制成功。（DJS-183、184、185、186、1804型）

## 吉林陨石雨
1976年3月8日15时许，吉林市北郊发生流星雨天文事件。在一阵隆隆声之后，吉林市郊区和永吉县、蛟河县部分公社达五百平方公里的范围内，散落下很多大大小小的陨石块。事后收集到完整的陨石有一百多块，共重2吨多；其中最大的一块陨石“吉林1号”降落在永吉县桦皮厂公社（今属昌邑区）靠山十队田地里。落地时一声巨响，溅起数十米高的蘑菇状烟柱，并且砸穿冻土层，形成一个6.5米深，直径2米的坑。而这块陨石重达1770千克，屬於H球粒隕石，是世界上已知最重的石陨石，现陈列于吉林市博物馆展出。在这次事件中，收集到的陨石总重量达2吨以上。陨石雨降落时没有造成人员傷亡，属世界陨石雨降落历史中所罕见。

## 唐山大地震

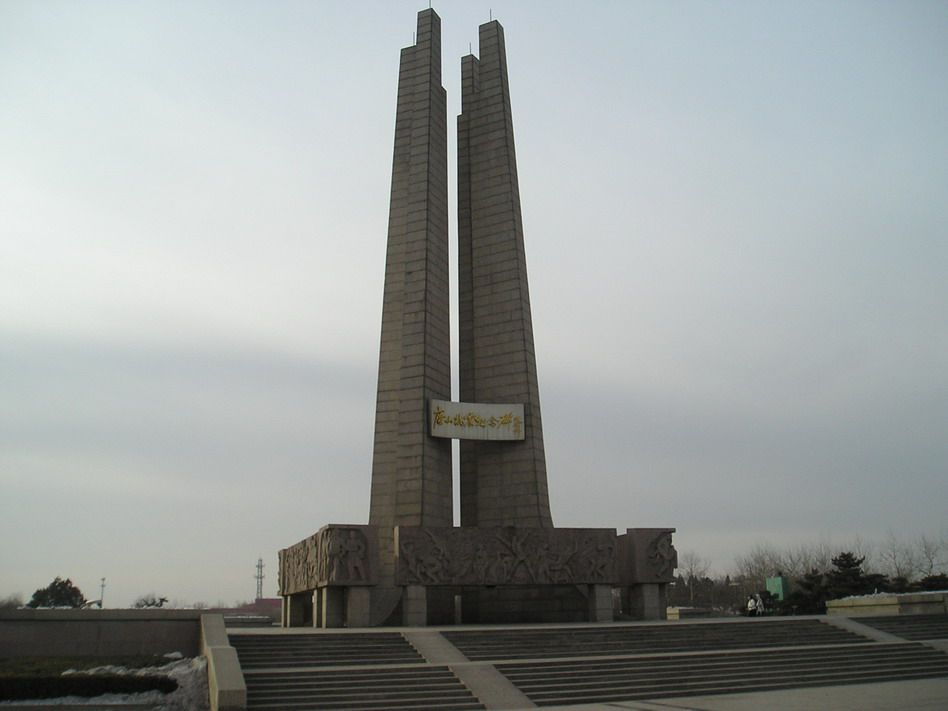
唐山抗震纪念碑

北京時間1976年7月28日凌晨3時42分53.8秒，河北省唐山市发生特大地震。震级面波震级7.8级，震源距地面12公里。全市交通、通訊、供水、供電中斷，而且在頃刻間被夷為平地；据统计，地震共造成242,769到655,237人死亡，164,851人重伤，为新中国有记录至今第二多人死亡的地震。（注：第一多人死亡的地震是1556年嘉靖大地震）。
2020年7月12日早晨，唐山發生5.1級地震，為近五年來最大震級，唐山市應急管理局稱此次地震為唐山大地震的餘震。

## 毛泽东之死
毛泽东于1976年9月9日零时十分在北京病逝，终年82岁（虚龄83岁）。1976年9月9日下午4时，中共中央、全国人大常委会、国务院、中共中央军委联合通过中央人民广播电台、中国国际广播电台和新华社以《告全党全军全国各族人民书》的形式联合发表讣告，向国内外正式公布了这个消息，并总结和评价毛泽东的一生。讣告由当时中央人民广播电台广播员耿绍光（即夏青）担任广播，称：“1976年9月9日0时10分，中国共产党中央委员会主席、中国共产党中央军事委员会主席、中国人民政治协商会议全国委员会名誉主席毛泽东在北京逝世，享年82岁”，另外，在广播中第三次播送《哀乐》后竟然出现了“现在播送周恩来同志治丧委员会名单”的播送事故。毛泽东是继时任国务院总理周恩来和时任全国人大常委会委员长朱德后，第三位于1976年去世的党和国家主要领导人。

## 出生
- 3月12日——趙薇，中國演員及歌手。
- 12月16日——朱志强，中国网络动画师，被评为“中国Flash第一人”的称号。

## 逝世
- 1月8日——周恩来，中國共產黨創始人之一，首任中華人民共和國國務院總理。（1898年3月5日出生）
- 7月1日——张闻天，中国共产党早期的杰出领导人，原中央政治局委员、中央书记处书记。
- 7月6日——朱德，十大元帅之一，中國人民解放軍創始人，原中华人民共和国副主席、全国人民代表大会常务委员会委员长。
- 7月28日——因唐山大地震遇难者242,769到655,237人。
- 9月9日——毛澤東，中國共產黨創始人之一，中國共產黨中央委員會主席、中國共產黨中央軍事委員會主席。（1893年12月26日出生）